# Anina (filme)
Anina é um filme de animação coproduzido por Uruguai e Colômbia, lançado em 2013, dirigido por Alfredo Soderguit. A produção é uma adaptação de Federico Ivanier baseada no romance “Anina Yatay Salas” do escritor e desenhista uruguaio Sergio López Suárez. O filme foi selecionado como o representante do Uruguai a disputar uma vaga ao Melhor Filme Estrangeiro na 86ª edição do Oscar, mas não foi indicado.

## Enredo
Anina Yatay Salas é uma menina de dez anos de idade. Seu nome e sobrenomes são palíndromos — palavra que pode ser lida tanto da direita para a esquerda como da esquerda para a direita — o que provoca risadas de alguns colegas de escola, particularmente em Yisel, a quem Anina chama de "a elefanta". Quando sua paciência se esgota, Anina se envolve em uma briga com Yisel na hora do recreio. Por este incidente, as meninas recebem a descrição do castigo dentro de um envelope preto, fechado e lacrado que não poderão ser abertos durante uma semana. Em seu afã de conhecer o castigo, Anina entrará em mais confusões, entre amores secretos, ódios confessados, amigas de coração e inimigas terríveis. Para Anina, entender o conteúdo do envelope se transforma em uma fantástica viagem de egoísmo e generosidade.